# Jelling
Jelling település Dániában. Jyllandon, Vejlétől 9 km-re északnyugatra fekszik. A viking korban az ország fővárosa volt, ma azonban csak egy kis falu.

## Történelem
Jelling viking emlékei (a sírhalmok, a rúnakövek és a templom) Dánia legfontosabb régészeti emlékei; 1994 óta a világörökség részét alkotják.
Jelling a pogányságról a kereszténységre történő áttérés szimbolikus helye. Itt volt az első királyi székhely; Gorm király a 10. században itt rakta le a dán állam alapjait, melyeket fia, I. (Kékfogú) Harald épített tovább. A rúnaköveket Gorm és Harald állíttatta, az egyik sírhalom egyes feltételezések szerint Gorm sírja, míg a templom elődjét Harald építtette. A ma látható, 11. századi templom a két hatalmas sírhalom között áll, előtte pedig a két rúnakő.